# Piotr Adamczyk

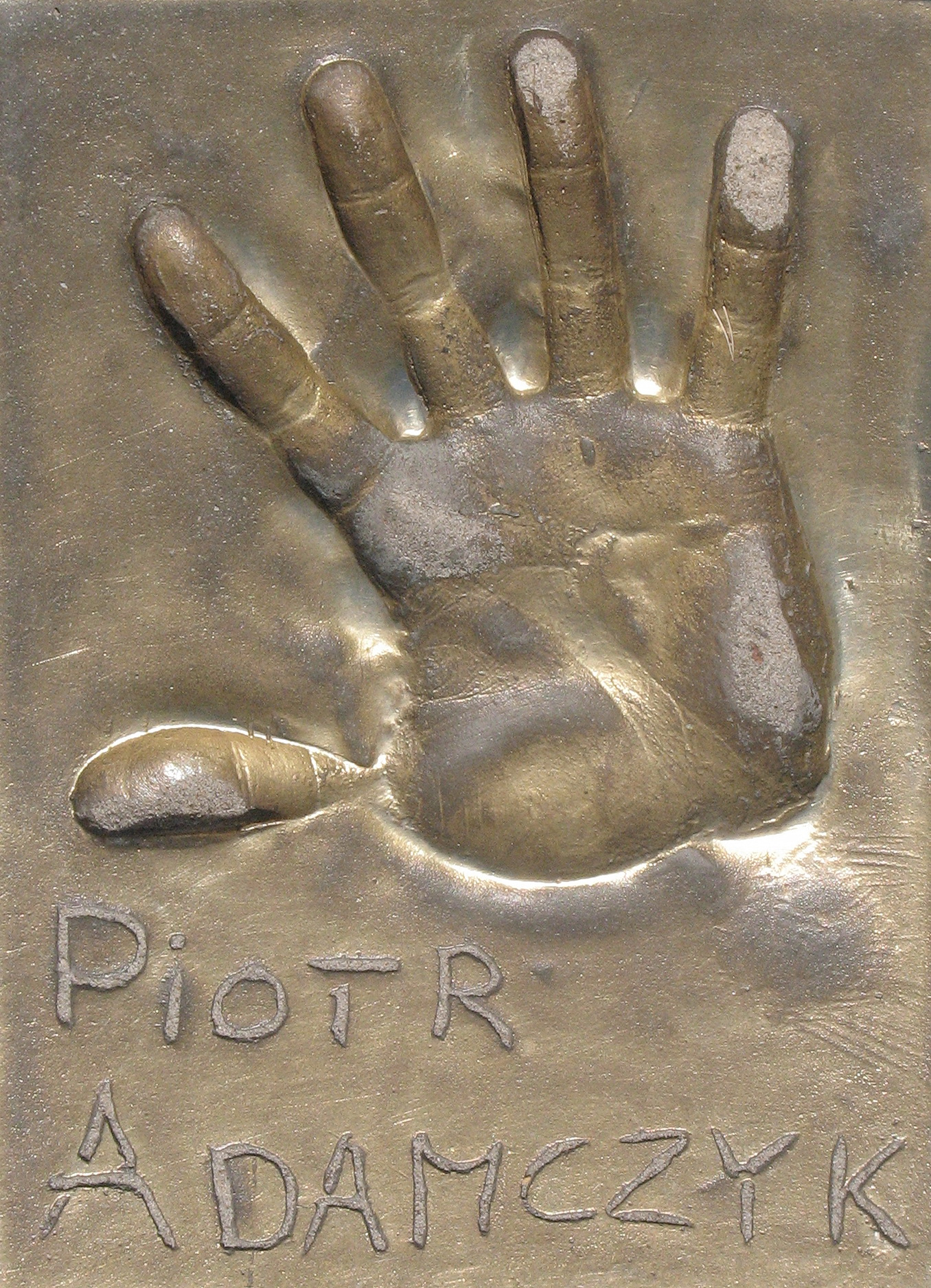
Odcisk dłoni i podpis P. Adamczyka w Alei Gwiazd w Międzyzdrojach

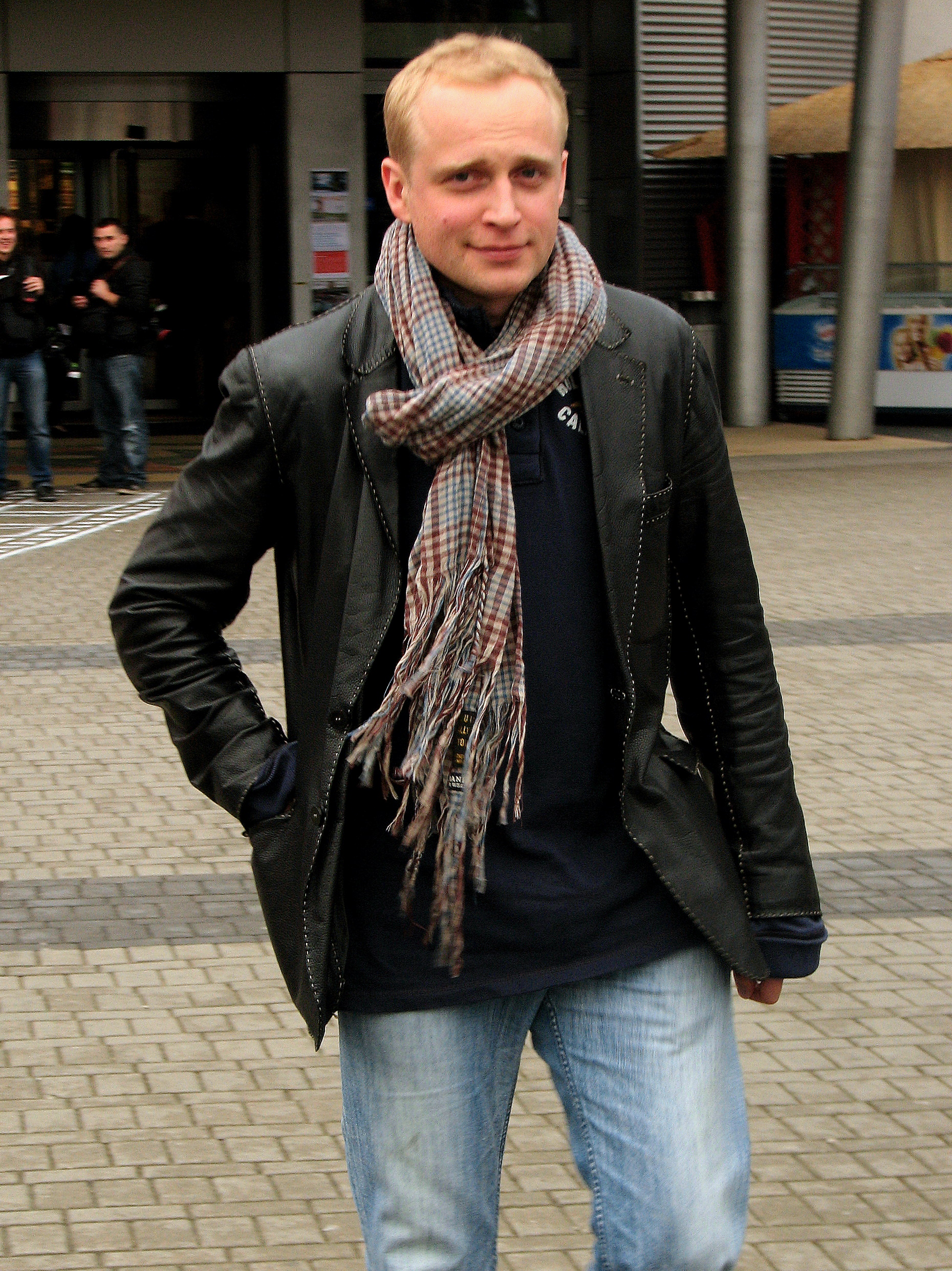
Piotr Adamczyk, 2010

Piotr Aleksander Adamczyk (ur. 21 marca 1972 w Warszawie) – polski aktor teatralny, filmowy, telewizyjny i dubbingowy.

## Życiorys
Absolwent XXX LO w Warszawie, PWST w Warszawie (1997). Na drugim roku studiów wyjechał do Londynu na stypendium do Brytyjsko-Amerykańskiej Akademii Teatralnej. Tam w przedstawieniu dyplomowym zagrał tytułową rolę w Hamlecie (w języku angielskim). Od 1995 występował w Teatrze Współczesnym w Warszawie (Tango, Łgarz, Namiętna Kobieta) oraz gościnnie m.in. w Teatrze Polskim w Warszawie (Don Juan) i Teatrze Narodowym w Warszawie w przedstawieniu Władza Nicka Deara („Ludwik XIV”). Zagrał także w języku włoskim w Emigrantach Sławomira Mrożka w teatrze Sala Uno w Rzymie. Następnie trafił do obsady Dzienników Witolda Gombrowicza w Teatre IMKA w Warszawie. Znane są także jego role w Teatrze Telewizji, m.in.: Ketchup Schroedera, Legenda o św. Antonim, Portret wenecki, Tango, Sprawa Stawrogina, Dwa teatry, Wniebowstąpienie i Wyzwolenie.
Występował w filmach i serialach, m.in. Boża podszewka, Cwał czy Sława i chwała. Zagrał tytułową rolę w filmie Jerzego Antczaka Chopin. Pragnienie miłości, która rozpoczęła jego karierę na dużym ekranie. Wystąpił także jako Karol Wojtyła w międzynarodowych koprodukcjach: Karol. Człowiek, który został papieżem (2005) i Karol. Papież, który pozostał człowiekiem (2006). Zagrał także główne lub pierwszoplanowe role w komediach romantycznych: Testosteron (2007), Nie kłam, kochanie (2008), Śniadanie do łóżka (2010), Och, Karol 2 (2011) oraz w serii filmów Listy do M.. Jest trzykrotnym laureatem nagrody Telekamera w kategorii aktor; w 2006 zdobył nagrodę za rolę w serialu Pensjonat pod Różą, w 2011 za Czas honoru, a w 2012 za Przepis na życie.
W 2009 wraz z przyjaciółmi, Mariuszem Diakowskim i Dariuszem Zarembą, założył restaurację „Stary Dom” w Warszawie.
Jest ambasadorem fundacji „Happy Kids”, która szuka domów dla dzieci z domów dziecka oraz opiekuje się dziećmi z niepełnosprawnościami.
Został członkiem komitetu poparcia Bronisława Komorowskiego przed przyspieszonymi wyborami prezydenckimi 2010.
11 kwietnia 2014 został odznaczony srebrnym medalem „Zasłużony Kulturze Gloria Artis”.

## Życie prywatne
W 2011 wziął ślub z modelką Katarzyną Gwizdałą (ps. Kate Rozz). Od 2019 jest żonaty z aktorką Karoliną Szymczak. Nie ma dzieci.

## Filmografia
| Rok       | Tytuł                                                     | Rola                                          |
| --------- | --------------------------------------------------------- | --------------------------------------------- |
| 1991      | Pogranicze w ogniu                                        | Pająk, uczestnik akcji „Wózek” (odc. 17 i 24) |
| 1995      | Cwał                                                      | Ksawery                                       |
| 1995      | Dwa światy                                                | Zander                                        |
| 1997      | Boża podszewka                                            | Adam                                          |
| 1997      | Brat naszego Boga                                         | Hubert                                        |
| 1997      | Sława i chwała                                            | Józio Royski (odc. 1-3)                       |
| 1999      | Egzekutor                                                 | lekarz                                        |
| 1999      | Na plebanii w Wyszkowie 1920                              | podporucznik Marian Lacheta                   |
| 1999      | Ja, Malinowski                                            | Pijaszewski                                   |
| 1999      | Wrota Europy                                              | Tadeusz Sztyller                              |
| 2000      | Prymas. Trzy lata z tysiąca                               | asystent Kozyry                               |
| 2000      | Przeprowadzki                                             | lejtnant, adiutant generała (odc. 2 i 3)      |
| 2001      | Garderoba damska                                          | Paweł Spory (odc. 3 i 9)                      |
| 2002      | Chopin. Pragnienie miłości                                | Fryderyk Chopin                               |
| 2002      | Wszyscy święci                                            | ksiądz w Jędrzejowie                          |
| 2002      | Kariera Nikosia Dyzmy                                     | lektor języka angielskiego                    |
| 2003–2004 | Na dobre i na złe                                         | Jerzy Kozerski                                |
| 2003      | Through hell for Hitler                                   |                                               |
| 2003      | Ciało                                                     | Proboszcz                                     |
| 2003      | Łowcy skór                                                | doktor Kwiatkowski                            |
| 2004–2006 | Pensjonat pod Różą                                        | Jacek Kakietek                                |
| 2004      | Dziupla Cezara                                            | Cezary Kubik                                  |
| 2005      | Karol. Człowiek, który został papieżem                    | Karol Wojtyła                                 |
| 2006      | Karol. Papież, który pozostał człowiekiem                 | Jan Paweł II                                  |
| 2007      | Testosteron                                               | Kornel Olendzki                               |
| 2008      | Lejdis                                                    | Artur                                         |
| 2008      | Nie kłam, kochanie                                        | Marcin Paprocki                               |
| 2008      | Limousine                                                 | mecenas Georges                               |
| 2008      | Einstein                                                  | Kurt Kluge                                    |
| 2009      | Funio, Szefunio i reszta..., czyli dzieciaki ratują świat | Adam Piotrczyk                                |
| 2009      | 39 i pół                                                  | Jacek Wąglik (odc. 34)                        |
| 2009      | Naznaczony                                                | Tadeusz Kral                                  |
| 2009      | Drugie życie                                              | Nicholas                                      |
| 2009–2014 | Czas honoru                                               | Lars Rainer (odc. 16-90)                      |
| 2010      | Święty interes                                            | Leszek Rembowski                              |
| 2010      | Trick                                                     | Marek Kowalewski                              |
| 2010      | Śniadanie do łóżka                                        | Konrad                                        |
| 2010      | Nie ten człowiek                                          | służący barona                                |
| 2011      | Och, Karol 2                                              | Karol Górski                                  |
| 2011      | Uwikłanie                                                 | Antoni Szacki                                 |
| 2011      | Listy do M.                                               | Szczepan Lisiecki                             |
| 2011–2013 | Przepis na życie                                          | Andrzej Zawadzki                              |
| 2012      | Trick                                                     | Marek Kowalewski                              |
| 2012      | Bitwa pod Wiedniem                                        | Leopold I Habsburg                            |
| 2012      | Piąty Stadion                                             | Borys Nowakowski, właściciel baru             |
| 2012      | Hans Kloss. Stawka większa niż śmierć                     | Hermann Brunner                               |
| 2013      | Tajemnica Westerplatte                                    | kapitan Mieczysław Słaby                      |
| 2013      | Wkręceni                                                  | Franek Szpak „Franczesko”                     |
| 2014      | Sama słodycz                                              | Fryderyk Rekrut                               |
| 2015      | Listy do M. 2                                             | Szczepan Lisiecki                             |
| 2016      | Jestem mordercą                                           | major Aleksander Stępski                      |
| 2017      | Sztuka kochania. Historia Michaliny Wisłockiej            | Stanisław Wisłocki, mąż Michaliny             |
| 2017      | Listy do M. 3                                             | Szczepan Lisiecki                             |
| 2018      | Narzeczony na niby                                        | Darek                                         |
| 2018      | Dom pełen zmian                                           | Stefan Malinowski                             |
| 2018      | Counterpart                                               | Gunther                                       |
| 2018      | Trzecia połowa                                            | Borys Nowakowski, właściciel baru             |
| 2018      | Odpowiednik                                               | Gunther                                       |
| 2018      | Dywizjon 303. Historia prawdziwa                          | Witold Urbanowicz, dowódca dywizjonu          |
| 2019      | Imię róży                                                 | Severinus, mnich                              |
| 2019      | Kobiety mafii 2                                           | Mateusz „Mat”                                 |
| 2019      | Całe szczęście                                            | Robert                                        |
| 2019      | Ikar. Legenda Mietka Kosza                                | pianista Bogdan Danowicz                      |
| 2019      | Mayday                                                    | Jan Kowalski                                  |
| 2020      | Listy do M. 4                                             | Szczepan Lisiecki                             |
| 2021–2022 | Kowalscy kontra Kowalscy                                  | Piotr Kowalski                                |
| 2021–2023 | For All Mankind                                           | Siergiej Orestowicz Nikułow                   |
| 2021      | Hawkeye                                                   | Tomas                                         |
| 2022      | Night sky                                                 | Cornelius                                     |
| 2022      | Listy do M. 5                                             | Szczepan Lisiecki                             |
| 2022      | Wrobiony                                                  | Dominik                                       |
| 2023      | Il cacio con le pere                                      | Sergei                                        |
| 2023      | Falling Stars                                             | Ounami                                        |
| 2023      | Miłość po angielsku                                       | Stefan                                        |
| 2024      | Skarbek                                                   | kapitan Hamann                                |
| 2024      | Klara                                                     | Wojtek                                        |
| 2024      | Prosta sprawa                                             | Kazik                                         |
| 2024      | Zakładnicy                                                |                                               |
| 2024      | Idź przodem, bracie                                       | Eryk Tomczyk                                  |
| 2024      | Listy do M. Pożegnania i powroty                          | Szczepan Lisiecki                             |
| 2025      | Wujek Foliarz                                             | burmistrz                                     |
| 2025      | Projekt UFO                                               | Jan Polgar                                    |
| 2025      | Langer (serial)                                           | Olgierd Paderewski                            |
| 2025      | Seks dla opornych                                         | Grzegorz                                      |

### Dubbing
| Rok       | Tytuł                                                | Rola                                             |
| --------- | ---------------------------------------------------- | ------------------------------------------------ |
| 1995      | Wilczek                                              | Scott Howard                                     |
| 1996      | Oakie Doke                                           | Denzil                                           |
| 1996      | Książę i żebrak                                      | Miles Hemdon                                     |
| 1996      | Książę i żebrak                                      | pantofel #1                                      |
| 1997      | Wiek niewinności                                     | Newland Archer                                   |
| 1997      | Kosmiczny mecz                                       | Hubie                                            |
| 1997      | Star Trek: Voyager                                   | Motura (odc. 5)                                  |
| 1997      | Star Trek: Voyager                                   | Hatil (odc. 9)                                   |
| 1998      | Szalony Jack – Gwiazda filmowa                       | Jackie                                           |
| 1998      | Mały Miś                                             | Beznogi                                          |
| 1998      | Mały Miś                                             | bóbr #1 (odc. 15c, 18a)                          |
| 1998      | Świat według Ludwiczka                               | Michael Grunevald (sezony I–II, odc. 33, 37, 39) |
| 1998      | Teknoman                                             | Ringo                                            |
| 1998      | Spider-Man (druga wersja dubbingowa)                 | Harry Osborn                                     |
| 1998      | Spider-Man (druga wersja dubbingowa)                 | różne role                                       |
| 1998      | Gwiezdny Rycerz                                      | Gwiezdny Rycerz / Dex                            |
| 1998      | Eerie, Indiana: Inny wymiar                          | doktor Siggy Lloyd                               |
| 1998      | Kapitan Planeta i planetarianie                      | Wheeler (sezony IV-VI)                           |
| 1998      | Laboratorium Dextera                                 | komandor „Mat” Paralex (odc. 26b)                |
| 1998      | Brzydkie kaczątko                                    | Brzydal                                          |
| 1998      | Zorro (pierwsza wersja dubbingowa)                   | Zorro / Don Diego de la Vega                     |
| 1998      | Dr Dolittle                                          | doktor John Dolittle                             |
| 1999      | Atomówki                                             | Lenny (odc. 15a)                                 |
| 1999      | Księżniczka Sissi                                    | Karol Ludwik von Habsburg-Lotaryński             |
| 1999      | Gwiezdne wojny: część I – Mroczne widmo              | pilot Bravo 3                                    |
| 1999      | Gwiezdne wojny: część I – Mroczne widmo              | pilot statku dyplomatycznego                     |
| 1999–2002 | Fraglesy (druga wersja dubbingowa)                   | pies Sprocket                                    |
| 1999–2002 | Fraglesy (druga wersja dubbingowa)                   | Junior Gorg                                      |
| 2000      | Król sokołów                                         | Cedryk                                           |
| 2001      | Dr Dolittle 2                                        | Dr John Dolittle                                 |
| 2002      | Spotkanie z Jezusem (pierwsza wersja dubbingowa)     | Jezus                                            |
| 2003      | Co nowego u Scooby’ego?                              | Shane Flinty (odc. 16)                           |
| 2004      | Iniemamocni                                          | Syndrom / Buddy „Iniemaboy” Pine                 |
| 2004      | Balto III: Wicher zmian (pierwsza wersja dubbingowa) | Balto                                            |
| 2005      | Madagaskar                                           | żyrafa Melman                                    |
| 2005      | Niemowlę kontratakuje                                | Syndrom / Buddy „Iniemaboy” Pine                 |
| 2005      | Szeregowiec Dolot                                    | Franek Dolot                                     |
| 2006      | Mój brat niedźwiedź 2                                | Tuke                                             |
| 2006      | Auta                                                 | Zygzak McQueen                                   |
| 2006      | Noc w muzeum                                         | Larry Daley                                      |
| 2008      | Mów mi Dave                                          | Dave / Kapitan                                   |
| 2008      | Madagaskar 2                                         | żyrafa Melman                                    |
| 2008–2011 | Bujdy na resorach                                    | Zygzak McQueen                                   |
| 2009      | Opowieści na dobranoc                                | Skeeter Bronson                                  |
| 2009      | Noc w muzeum 2                                       | Larry Daley                                      |
| 2009      | Gwiazda Kopernika                                    | Mikołaj Kopernik                                 |
| 2009      | Madagwiazdka                                         | żyrafa Melman                                    |
| 2010      | Planeta 51                                           | Chuck                                            |
| 2010      | Geronimo Stilton                                     | Geronimo Stilton (odc. 1-26)                     |
| 2011      | Gnomeo i Julia                                       | Parys                                            |
| 2011      | Auta 2                                               | Zygzak McQueen                                   |
| 2012      | Madagaskar 3                                         | żyrafa Melman                                    |
| 2012      | Tedi i poszukiwacze zaginionego miasta               | Tedi Jones                                       |
| 2015      | Ant-Man                                              | Scott Lang / Ant-Man                             |
| 2015      | Mały Książę                                          | Próżny                                           |
| 2016      | Kapitan Ameryka: Wojna bohaterów                     | Scott Lang / Ant-Man                             |
| 2017      | Zając Max ratuje Wielkanoc                           | Max                                              |
| 2017      | Auta 3                                               | Zygzak McQueen                                   |
| 2017      | Star Wars: Battlefront II                            | Bossk                                            |
| 2018      | Ant-Man i Osa                                        | Scott Lang / Ant-Man                             |
| 2018      | Miśków 2-óch w Nowym Jorku                           | Misiek                                           |
| 2019      | Praziomek                                            | Praziomek                                        |
| 2019      | Avengers: Koniec gry                                 | Scott Lang / Ant-Man                             |
| 2019      | Wilk w owczej skórze 2                               | Skinny                                           |
| 2021      | Hawkeye                                              | Tomas                                            |
| 2022      | Zając Max: Misja pisanka                             | Max                                              |

Źródło: Filmweb.pl

## Spektakle teatralne
Teatr Dramatyczny, Warszawa
- 1992: Roberto Zucco jako syn eleganckiej damy (reż. Paweł Łysak)

Teatr Powszechny im. Hubnera, Warszawa
- 1994: Miłość i gniew (przedstawienie dyplomowe) jako Cliff Lewis (reż. M. Benoit)

PWST, Warszawa
- 1995: Odprawa posłów greckich jako Aleksander; Menelaus; Więzień (reż. Z. Zapasiewicz)
- 1995: Opowiastki o panu Cogito (reż. Z. Zapasiewicz)
- 1995: Gwałtu, co się dzieje! jako Kasper (reż. A. Seniuk)

Teatr Współczesny, Warszawa
- 1995: Martwe dusze jako porucznik (reż. Maciej Englert)
- 1996: Semiramida jako żołnierz (reż. Erwin Axer)
- 1997: Tango jako Artur (reż. M. Englert)
- 1997: Adwokat i róże jako Marek (reż. Z. Zapasiewicz)
- 1998: Nasze miasto jako Joe Crowell; Si Crowell (reż. M. Englert)
- 1998: Łgarz jako Lelio (reż. Giovanni Pampiglione)
- 1999: Mieszczanin szlachcicem jako Kleont (reż. M. Englert)
- 2001: Bambini di Praga jako Tolek Uhde (reż. Agnieszka Glińska)
- 2002: Wniebowstąpienie jako Charon (reż. M. Englert)
- 2003: Namiętna kobieta jako Mark (M. Englert)

Teatr Polski, Warszawa – gościnnie
- 2001: Don Juan jako Don Juan (reż. Jarosław Kilian)

Teatr Narodowy, Warszawa – gościnnie
- 2005: Władza jako Ludwik XIV (reż. Jan Englert)
- 2010: Księżniczka na opak wywrócona jako Roberto, syn księcia Parmy (reż. Jan Englert)

Sala Uno, Rzym (Włochy)
- 2007: Emigranci jako XX (reż. Fabio Omodei)[17]

Teatr Imka
- 2010: Dzienniki Gombrowicza jako Gombrowicz (reż. Mikołaj Grabowski)

### Teatr Telewizji
- 1995: Żółta szlafmyca jako Sieciech (reż. Andrzej Strzelecki)
- 1995: Abigel (cz. I i II) jako Feri (reż. Izabela Cywińska)
- 1996: Kobieta bez skazy jako Edward Kaswin (reż. Wojciech Nowak)
- 1996: Małka Szwarcenkopf jako Jojne Firułkes (reż. W. Nowak)
- 1996: Mutanci (reż. Tomasz Zygadło)
- 1996: Filomena Marturano jako Umberto (reż. Michał Kwieciński)
- 1997: Sprawa Stawrogina jako Mikołaj Stawrogin (reż. Krzysztof Zaleski)
- 1997: Ketchup Schroedera jako Klimek (reż. Filip Zylber)
- 1997: Legenda o Św. Antonim Pustelniku jako Antoni (reż. K. Zaleski)
- 1997: Uczeń diabła jako Krzyś (reż. Andrzej Szczepkowski)
- 1997: Skarb w płomieniach jako Feliks (reż. Jerzy Gruza)
- 1997: Dziady (reż. J. Englert)
- 1997: Bezdroża serca i umysłu jako pan de Meilcour (reż. K. Zaleski)
- 1998: Alek jako Zbyszek (reż. Paweł Woldan)
- 1998: Disneyland (reż. F. Zylber)
- 1998: Portret wenecki jako Gustaw młody (reż. Agnieszka Lipiec-Wróblewska)
- 1998: Dama od Maxima jako książę (reż. Janusz Józefowicz)
- 1999: Dwa teatry jako chłopiec; dyrektor drugi (reż. G. Holoubek)
- 1999: Niedobra miłość jako Justyn (reż. Andrzej Łapicki)
- 1999: Gorący oddech pustyni jako sekretarz (reż. Roland Rowiński)
- 1999: Tango jako Artur (reż. M. Englert)
- 2000: Temida jest kobietą jako Cornoude (reż. Tomasz Wiszniewski)
- 2000: Sandra K. jako reżyser (reż. Maria Zmarz-Koczanowicz)
- 2001: Łzy jako Jasny Pan (reż. F. Zylber)
- 2002: Dożywocie jako Rafał (reż. Wojciech Pszoniak)
- 2002: Chłopiec i anioł jako ojciec (reż. Michał Rosa)
- 2002: Szkoła obmowy jako Karol (reż. Piotr Mikucki)
- 2002: Rysa jako Andrzej (reż. K. Zaleski)
- 2003: Po deszczu jako Komputerowiec (reż. M. Zmarz-Koczanowicz)
- 2003: Edward II jako Lightborne (reż. Maciej Prus)
- 2004: Książę nocy jako Stalinowiec (reż. K. Zaleski)
- 2005: Wniebowstąpienie jako Charon (reż. M. Englert)
- 2005: Małe piwo jako Paul (reż. Waldemar Krzystek)
- 2007: Wyzwolenie jako Konrad (reż. M. Prus)
- 2011: Rzecz o banalności miłości jako Martin Heidegger (reż. F. Falk)
- 2013: Nikt mnie nie zna jako Marek Zięba (reż. Jan Englert)

## Nagrody
- 2002: Nagroda im. Leona Schillera
- 2003: Nagroda za główną rolę męską na MFF „Stożary” w Kijowie za film Chopin. Pragnienie miłości
- 2004: Małe Berło, nagroda od Janusza Gajosa
- 2005: „Róża Gali” w plebiscycie czasopisma Gala w kategorii „Piękni dziś”
- 2005: Nagroda czasopisma ELLE w plebiscycie „Kogo kocha Elle?”
- 2006: Telekamera Tele Tygodnia w kategorii „Najlepszy aktor”
- 2006: Nagroda czasopisma Elle w plebiscycie „Elle Style Awards” w kategorii „Najlepszy aktor”
- 2006: Laureat Złotej Piątki, plebiscytu czytelników Tele Rzeczpospolitej
- 2006: Wiktor – nagroda dla najpopularniejszego aktora telewizyjnego w 2005
- 2006: Ischia – nagroda za najlepszą rolę telewizyjną w filmach Karol – człowiek, który został papieżem i Karol – papież, który pozostał człowiekiem
- 2006: Nagroda burmistrza Rzymu „Simpatia” za kreację roli Jana Pawła II w ww. filmach
- 2008: Złoty Mikrofon za „wszechstronne aktorstwo radiowe i wybitne interpretacje postaci literackich w Teatrze Polskiego Radia”.
- 2011: Telekamera Tele Tygodnia w kategorii „Najlepszy aktor”
- 2012: Telekamera Tele Tygodnia w kategorii „Najlepszy aktor”
- 2014: Srebrny Medal „Zasłużony Kulturze Gloria Artis”[6]